# فکاهیون
،فکاهیون یا توفیقون ماهنامه‌ای بود در زمینه طنز و کاریکاتور که در دهه ۶۰ از سال ۱۳۶۱ تا ۱۳۶۹ با سردبیری ابوالقاسم صادقی منتشر می‌شد. این نشریه ابتدا به صورت ماهنامه در ۲۸ صفحه و با قیمت ۱۰۰ ریال چاپ می‌شد و به مرور تعداد صفحات و قیمت آن نیز دستخوش دگرگونی شد. همچنین پس از چند سال ویژه‌نامه‌های متفاوتی به مناسبت‌های چون نوروز سالنامهٔ فکاهیون و … منتشر نمود. فکاهیون در سال ۶۳ تنها نشریه طنزی بود که منتشر می‌شد. همچنین در زمان جنگ، سپاه و ارتش فکاهیون را برای مناطق جنگی می‌خریدند و میان رزمندگان توزیع می‌کردند.

## توفیقیون
مجله فکاهیون ابتدا به نام توفیقیون منتشر می‌شد. علت نام‌گذاری این بود که سردبیر آن نشریه (ابوالقاسم صادقی) تا سال ۱۳۵۰ (پایان کار توفیق) عضو رسمی هیئت تحریریه توفیق بود و همچنین حضور و همکاری تعداد دیگری از نویسندگان و کارکنان سابق توفیق که اکنون با توفیقیون همکاری می‌کردند. با این حال، به دلیل توقیف مجله و عکس‌العمل‌های ناشی از استفاده از عنوان توفیق در نام مجله، از شماره سوم (اردیبهشت ۶۲) به فکاهیون تغییر نام داد.
به عقیده محمود فرجامی (روزنامه‌نگار): «اسم این مجله ابتدا «توفیقیون» بود که احتمالاً در راستای زدودن تمام اسامی طاغوتی و زدودن نام تمام مجله‌های طنز دوران طاغوت – که علیه طاغوت می‌نوشتند – با واکنش منفی روبه‌رو شد و به «فکاهیون» تغییر نام یافت»

## هیئت تحریریه فکاهیون
ماهنامه فکاهیون از آثار متنی و تصویری طنزپردازانی مانند جواد علیزاده، بهمن عبدی، احمد عربانی، خسرو شاهانی، محمد پورثانی، اسماعیل آتشی، محمد صالحی آرام، محمد حاجی حسینی، ناصر اجتهادی، محمدحسن حاجی محولاتی، خواجه نوری، سهراب اسدی، احمد سیدنا، مرتضی فرجیان، حجت‌الله فرهادیان لنگرودی، جمشید عظیمی نژاد، ناصر داروگر کرمانی، محمدحسن قاضی حسامی محولاتی و … بهره می‌جست. هرچند که همکاری برخی از این طنزپردازان و هنرمندان با آن نشریه تداوم نیافت.

## سبک و قالب مطالب و میزان موفقیت
پس از انقلاب ۵۷، تا اواخر دهه ۶۰ و پیش از انتشار نشریه گل آقا، چاپ و انتشار کاریکاتور چهره‌های سیاسی کشور مرسوم نبود، لذا غالب محتوای فکاهیون، مسائل اجتماعی را شامل می‌شد. مانند وضعیت گرانی، اعتیاد، ارباب رجوع، پزشکی و دیگر مشکلات غیر سیاسی کشور. سوژه‌های فکاهی و کاریکاتورها معمولاً دربارهٔ محتکران، گرانفروشان، ابن‌الوقتها، دلالها، فرصت طلبین و … بودند و هیچ اثری از کاریکاتور چهره‌های سیاسی ایران، در آن نشریه دیده نمی‌شد. سوژه‌های سیاسی تماماً شخصیت‌های کشورهای دیگر را شامل می‌شد، به خصوص مسائل مرتبط با جنگ ایران و عراق و رهبران کشورها و احزابی که یا با جمهوری اسلامی ایران در حال جنگ بودند یا روابط سیاسی گرمی نداشتند. از جمله این شخصیت‌ها می‌توان از صدام حسین، رونالد ریگان، میخائیل گورباچف، مارگارت تاچر، شیمون پرز، اسحاق شامیر، حسنی مبارک، یاسر عرفات، ملک فهد، ملک حسین، حبیب بورقیبه و … نام برد.
به عقیده محمود فرجامی (روزنامه‌نگار)، «[مجله] فکاهیون آهسته می‌رفت و می‌آمد که یک وقت شاخ نخورد و شاید به همین خاطر بود که در محتوا و قالب‌های طنز، ابداعات قابل توجهی در این نشریه به‌وجود نیامد.»
فکاهیون اغلب از قالب‌های رایج نشریات طنزِ پیش از خود، استفاده می‌نمود. قالب‌هایی که در شماره‌های مختلف این نشریه مورد استفاده قرار می‌گرفت شامل «در حاشیه خبرها»، «شوخی با نشریات»، «اخبار منظوم»، «نیازمندی‌ها»، «ستاره‌ها چه می‌گویند»، «زیرتلکس فکاهیون»، «ضرب‌المثل‌ها»، «تفسیر سیاسی»، «جدول»، «سیر تا پیاز» و … بودند. همچنین از مطالب پراکنده و شعر کلاسیک و شعر نو نیز بهره می‌جست.
به عنوان نمونه، شعر زیر، سروده جهانگرد (ناصر اجتهادی)، مربوط به فکاهیون، سال اول، شماره ۳، اردیبهشت ۱۳۶۲ می‌باشد:
| دهی بوی گل‌ها، بهاری مگر |  | کنی فتنه برپا، شراری مگر؟ |

| تمامی ندارد سخن گفتنت |  | حکایات دنباله‌داری مگر؟ |

| تو را ناز و خمیازه قاطی شده است |  | بمیرم الهی، خماری مگر؟ |

| چه آشفته و درهم و برهمی |  | ترافیک بی‌بند و باری مگر؟ |

| ندیدم ز تو، هیچ خیر و ثمر |  | رقیب درخت چناری مگر؟ |

| همه جانب اغنیا می‌روی |  | عزیز دلم، خاویاری مگر؟ |

| چرا رفته‌ای جزو مستضعفین |  | فقیری مگر، بی‌دلاری مگر؟ |

| شدی خیط و داری تفرعن هنوز |  | ابرقدرت خرسواری مگر؟ |

| چنان شهر بیروت و جوی عراق |  | گل‌آلود از چشمه‌ساری مگر؟ |

| شد از راه و رسمت جهانگرد مات |  | خلاصه، سیاستمداری مگر؟ |

علیرضا حسامی کاریکاتوریست و گرافیست، یکی از دلایل اصلی گرایش خود به کاریکاتور را وجود نشریه فکاهیون می‌داند.
رؤیا صدر در کتاب بیست سال با طنز نوشته است: «علی‌رغم استفاده از نام توفیق و بهره‌جویی از آثار طنزپردازان نام‌آوری، توفیقیون (فکاهیون) نتوانست موفقیت توفیق را در طول حیات مطبوعاتی خود تکرار کند. هرچند جزو نشریات خوب طنز به شمار می‌رفت و از لحاظ سبک و مطلب دارای تنوع بود.»
هادی مقدم دوست، کارگردان فیلم سر به مهر می‌گوید: «آن موقع مجله ای بود به نام «فکاهیون» که یکی از نشریات طنز آن زمان بود. من این مجله را خیلی دوست داشتم. البته این غیر از نشریاتی مثل کیهان بچه‌ها بود که در بین اکثر نوجوان‌ها محبوبیت داشت. اما چیزی که توجه من را به طور جدی به خود جلب کرد و یک مقداری از حالت خوانندگی صرف خارج کرد، همین مجله فکاهیون بود. من برایشان نامه می‌نوشتم و در ارتباط بودم [...] اولین چیزی که فرستادم و مجله فکاهیون چاپ کرد، یک شعر دو خطی دربارهٔ چک برگشتی بود که خودم نگفته بودم اما از پدرم زیاد شنیده بودم.»

## چاپ کاریکاتور آیت‌الله صادق خلخالی
به نقل از ابوالقاسم صادقی، مدیر مسئول وقت مجله فکاهیون: «در آن دوره صادق خلخالی اصرار داشت که کاریکاتورش در مجله فکاهیون چاپ شود و ما نیز کاریکاتوری یکبار با لباس پاسداری و یک بار با لباس آخوندی کشیدیم اما هر دوبار آقای خاتمی (محمد خاتمی) که آن زمان وزیر ارشاد بود جلوی چاپش را گرفت.» 

## پایان انتشار فکاهیون
نشریه فکاهیون پس از نه سال انتشار، بدون هیچ توضیحی در سال ۱۳۶۹ متوقف شد.
مقاله‌ای در سایت خبرنگاران ایران مختصراً اشاره کرده: «از سال ۶۸ و با جبهه‌بندی‌های تازه سیاسی، سروکله نشریاتی با ادبیات تند و افشاگرانه پیدا شد و مطالب و ستون‌های طنزی پا گرفتند که از آنها جهت تسویه حساب‌های سیاسی استفاده می‌شد. «فکاهیون» در این سال نفس‌های آخرش را کشید و انتشارش متوقف شد.»
به نقل از ابوالقاسم صادقی، مدیر مسئول وقت مجله فکاهیون: «همزمان با چاپ نشریه فکاهیون آقای صابری (گل آقا) که آن زمان مشاور آقای خاتمی بود نیز مجوز چاپ نشریه طنز گرفت [...] پس از مجوز او و به سبب وسعت اختیارات او در این حوزه من از چاپ نشریه کنار کشیدم» 
بلافاصله پس از توقف فکاهیون در سال ١٣۶٩، انتشار دو مجله آغاز شد: نخست هفته نامه گل آقا به سردبیری کیومرث صابری فومنی و به پیشنهاد رهبر ایران (آیت الله خامنه ای) آغاز شد و این‌بار برخلاف فکاهیون، چاپ کاریکاتور وزراء و برخی از چهره‌های سیاسی مثل دکتر حسن حبیبی معاون اول وقت ریاست جمهوری، در نشریه گل آقا کلید خورد. همان‌گونه که توفیق پیش از انقلاب، هیچ ابایی از چاپ کاریکاتور امیرعباس هویدا نخست وزیر وقت دوران حکومت محمد رضا پهلوی نداشت. مجله دوم پس از توقف فکاهیون، طنز و کاریکاتور به سردبیری جواد علیزاده بود که در فکاهیون بسیار فعال و شناخته‌شده بود و فعالیت خود را از قبل از انقلاب و مجله کاریکاتور آغاز نموده بود. 
جلال سمیعی طنزپرداز در رابطه با پایان فکاهیون و آغاز گل آقا در وبسایت شخصی خود می‌نویسد: «صابری که تجربهٔ گرداندن تحریریهٔ هفته‌نامهٔ فقید «توفیق» را داشت، بعد از پایان جنگ ایران و عراق و تک‌صدایی ستونش در روزنامهٔ عصر، بخشی از توفیقی‌ها را در کنار جوان‌ترها نشاند و ساختمان کوچکش در خیابان آفریقا، کم‌کم تبدیل شد به ساختمانی چند طبقه در حوالی میدان آرژانتین. بخشی از توفیقی‌ها که «توفیقیون» و «فکاهیون» شان چندان روی دکه‌ها دیده نمی‌شد، به صابری لبیک گفتند و برخی اما گله‌مند از پدرخواندگی ناگزیر از دولتی بودنش، دعوت او را نپذیرفتند.»
احمد عربانی، کاریکاتوریست در این خصوص می گوید: «ابوالقاسم صادقی از همکاران قدیم توفیق به تناسب رفاقتش با علاءالدین بروجردی در ارشاد ایشان مجله فکاهیون را شروع کرد، البته اول توفیقیون بود که آقای صابری و توفیقی‌ها مخالفت کردند، حتی یکی دو شماره نخست به همین نام درآمد. من هم از همان شماره نخست همان جا مشغول شدم. سال ٦٢ بود. تا زمانی که گل آقا منتشر شد، فکاهیون را بستند، آن هم در عرض یکی دو روز!» 

## کاریکاتوری که به حقیقت پیوست
کاریکاتوری از مجله فکاهیون در سال ۱۳۶۵ منتشر شد که قرار بود در سال دوهزار به واقعیت بپیوندد و به عقیده عده‌ای سرانجام واقعی شد.